# Filosofía en Estados Unidos

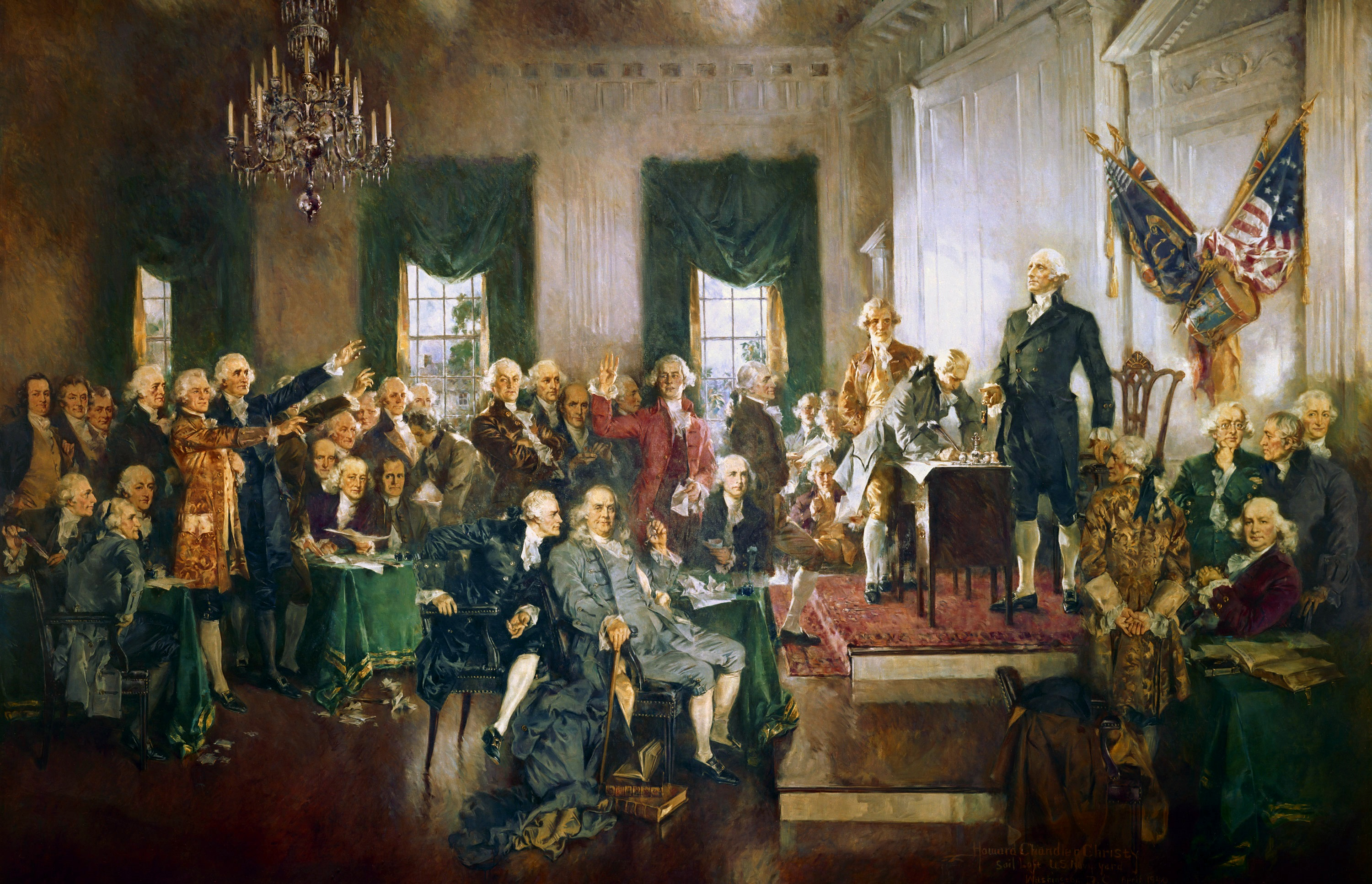
Óleo sobre tela de 1940 de Howard Chandler Christy de la escena en la Convención de Filadelfia que llevó a la firma de la Constitución de Estados Unidos, un documento importante en la política y la filosofía legal de América.

La filosofía en Estados Unidos es la actividad y las obras realizadas en el ámbito de la filosofía por los ciudadanos estadounidenses, tanto en Estados Unidos como en el extranjero. La Internet Encyclopedia of Philosophy menciona que la filosofía en Estados Unidos, aunque carece de "un núcleo de características definidas, puede ser considerada como reflejo y a la vez componente de la identidad colectiva de Estados Unidos en la historia de la nación."

## sigloXVII
La tradición filosófica estadounidense comenzó junto con la colonización europea del Nuevo Mundo. La llegada de los Puritanos a Nueva York inscribió la primera filosofía estadounidense en la tradición religiosa, y también supuso un énfasis en la relación entre los individuos y la comunidad, como evidencian los documentos antiguos coloniales tales como las "Órdenes Fundamentales de Connecticut" (1639) y el "Conjunto de Libertades de Massachusetts" (1641).
Pensadores como John Winthrop situaban a la vida pública por encima de la privada, sosteniendo que la primera tiene prioridad sobre la segunda, mientras que otros escritores, tales como Roger Williams (cofundador de Rhode Island) sostenían que la tolerancia religiosa iba más allá de tratar de lograr la homogeneidad religiosa en una comunidad.

## sigloXVIII
La filosofía estadounidense en el siglo XVIII suele dividirse en dos partes, la primera caracterizada por el calvinismo puritano, y la segunda caracterizada por la encarnación estadounidenses de la ilustración europea que se asocia al pensamiento político de los Padres Fundadores.

### Calvinismo
Jonathan Edwards es considerado "es el teólogo filosófico estadounidense más importante y original." Destacan sus sermones plenos de energía, tales como el "Pecadores en las manos de un Dios enojado" (que se dice fue el disparador del First Great Awakening), Edwards enfatizaba "la soberanía absoluta de Dios y la belleza de su santidad." Tratando de unir el platonismo cristiano con una epistemología empiricista, con ayuda de la física newtoniana, Edwards estaba muy influido por George Berkeley, quien era un empiricista. Edwards desarrolló a partir de Bishop Berkeley su tesis sobre la importancia de lo inmaterial en el desarrollo de la experiencia humana.
La mente no material consiste de entendimiento y voluntad, y es el entendimiento interpretado en un contexto newtoniano, el que conduce a la categoría metafísica fundamental de la Resistencia. No importa cuales son las características que posea un objeto, posee esas características porque el objeto resiste. La Resistencia en sí es la manifestación del poder de Dios, y puede ser interpretada según las leyes del movimiento de Newton, según las cuales un objeto no "posee una predisposición" a cambiar su estado de movimiento actual, un objeto en reposo permanecerá en reposo y un objeto en movimiento permanecerá en movimiento.

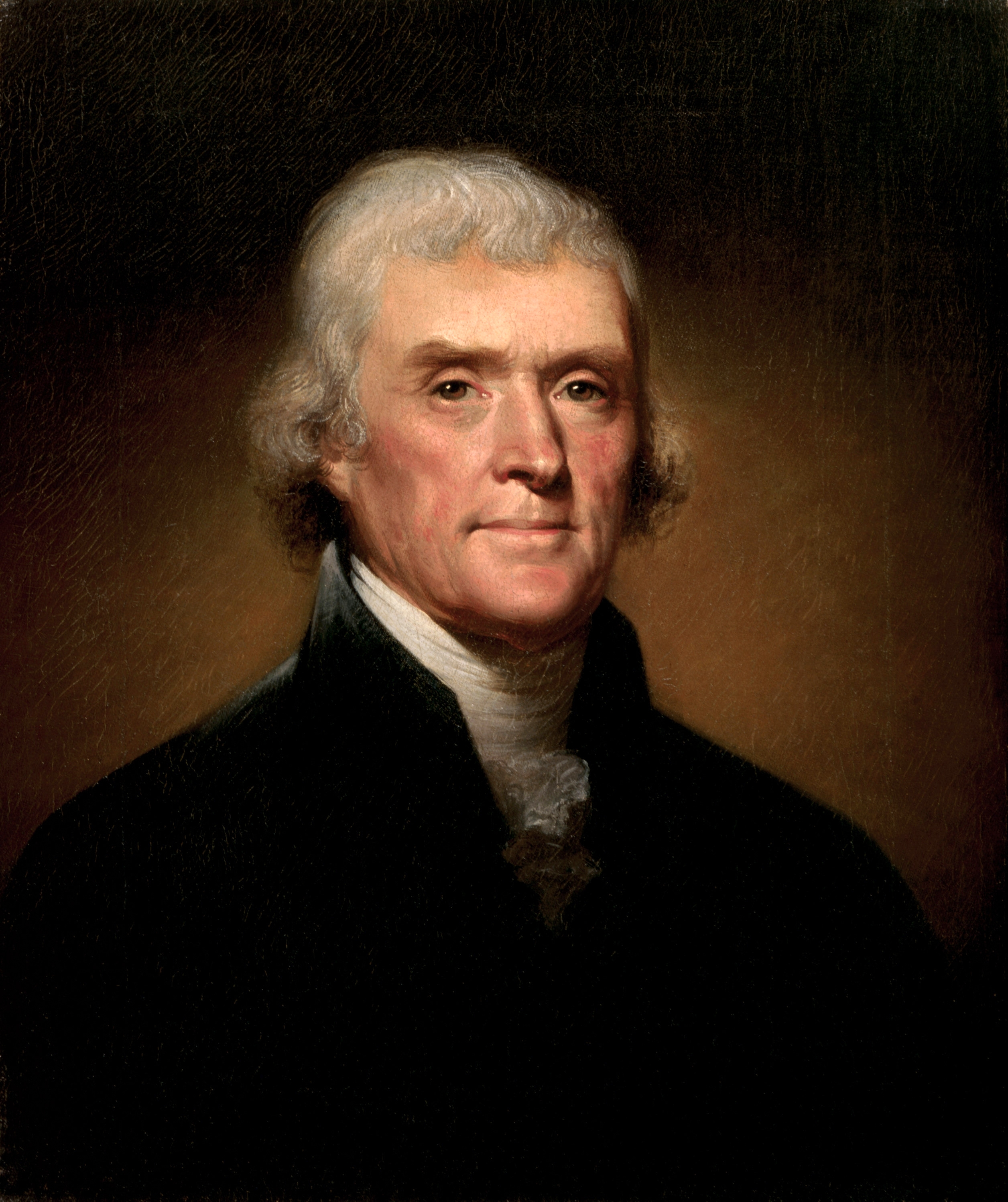
Retrato de Thomas Jefferson por Rembrandt Peale, 1800.

Como calvinista y determinista duro, Jonathan Edwards también rechazaba el libre albedrío, sosteniendo que "nosotros podemos hacer lo que deseemos, pero no podemos agradar como mejor se nos ocurra." Según Edwards, ni las buenas obras ni la fe autooriginada conducen a la salvación, en cambio es la gracia incondicional de Dios la que se yergue como el único árbitro de la fortuna del hombre.

### Filosofía política de los fundadores

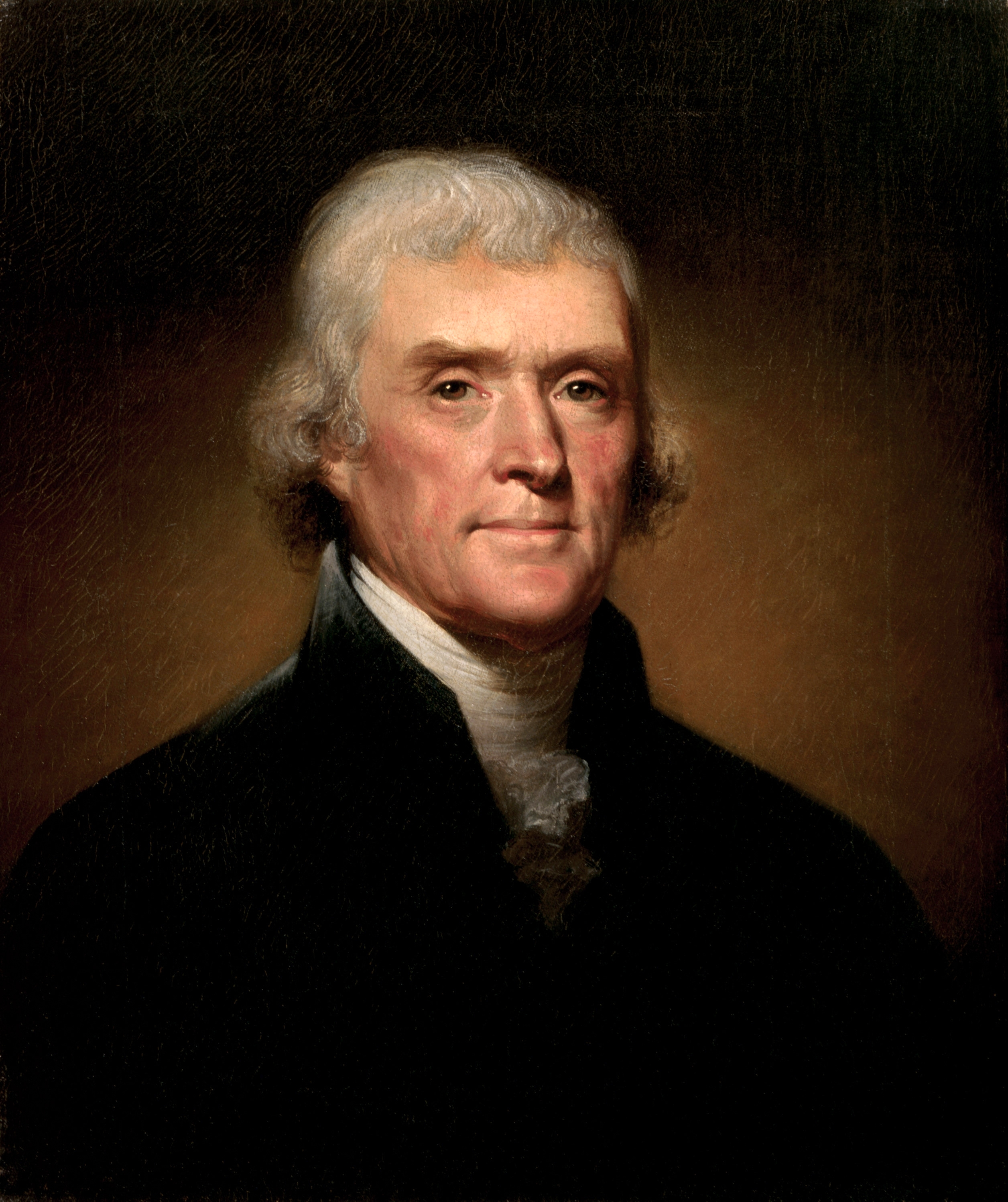
Retrato de Thomas Jefferson por Rembrandt Peale, 1800

En la época de la Ley del Timbre, aumentó el interés por la filosofía civil y política. Muchos de los Padres Fundadores escribieron extensamente sobre temas políticos, incluyendo a John Adams, John Dickinson, Alexander Hamilton, John Jay, Thomas Jefferson, Benjamin Franklin, y James Madison. Continuando con las principales preocupaciones de los puritanos del siglo XVII, los Padres Fundadores debatieron la interrelación entre Dios, el Estado y el individuo. Fruto de ello fueron la Declaración de Independencia de los Estados Unidos, aprobada en 1776, y la Constitución de los Estados Unidos, ratificada en 1788.
La Constitución establece una forma de federal y república de gobierno que se caracteriza por un equilibrio de poderes acompañado de un sistema de pesos y contrapesos entre los tres poderes del Estado: un poder judicial, un poder ejecutivo dirigido por el Presidente, y un poder legislativo compuesto por un poder legislativo bicameral donde la Cámara de Representantes es la cámara baja y el Senado es la cámara alta..
Aunque la Declaración de Independencia contiene referencias al Creador, al Dios de la Naturaleza, a la Divina Providencia y al Juez Supremo del Mundo, los Padres Fundadores no eran exclusivamente teístas. Algunos profesaban conceptos personales de deísmo, como era característico de otros pensadores europeos de la Ilustración, como Maximilien Robespierre, François-Marie Arouet (más conocido por su seudónimo, Voltaire), y Rousseau. Sin embargo, una investigación de 106 contribuyentes a la Declaración de Independencia entre el 5 de septiembre de 1774 y el 4 de julio de 1776, encontró que sólo dos hombres (Franklin y Jefferson), ambos idealistas prácticos americanos en su filosofía moral, podrían ser llamados cuasi-deístas o cristianos no confesionales; todos los demás eran públicamente miembros de iglesias cristianas confesionales. Incluso Franklin profesó la necesidad de una «religión pública»  y asistía a varias iglesias de vez en cuando. Jefferson fue sacristán de la iglesia evangélica reformada calvinista de Charlottesville, Virginia, iglesia que él mismo fundó y a la que dio nombre en 1777, lo que sugiere que en esta época de su vida estaba bastante afiliado a una denominación y que la influencia de Whitefield y Edwards llegaba incluso hasta Virginia. Pero los fundadores que estudiaron o adoptaron la filosofía moral aconfesional de Johnson, Franklin y Smith estaban al menos influidos por las tendencias deístas de la Religión Natural de Wollaston, como demuestran «las Leyes de la Naturaleza y el Dios de la Naturaleza» y «la búsqueda de la Felicidad» en la Declaración.
Una filosofía moral alternativa al Idealismo Práctico doméstico americano, llamada de diversas maneras filosofía moral escocesa del sentido innato (por Jefferson), Filosofía escocesa del sentido común, o realismo escocés del sentido común, fue introducida en los Colegios Americanos en 1768 por John Witherspoon, un escocés inmigrante y educador que fue invitado a ser Presidente del Colegio de Nueva Jersey (ahora Universidad de Princeton). Fue ministro presbiteriano y delegado que se unió al Congreso Continental pocos días antes de que se debatiera la Declaración. Su filosofía moral se basaba en la obra del filósofo escocés Francis Hutcheson, que también influyó en John Adams. Cuando el presidente Witherspoon llegó al College of New Jersey en 1768, amplió su oferta de filosofía natural, purgó a los seguidores de Berkeley del profesorado, incluido Jonathan Edwards Jr. , y enseñó su propia forma de filosofía moral del sentido innato escocés, influenciada por Hutcheson. Algunos comentaristas revisionistas, como Garry Wills en Inventing America: Jefferson's Declaration of Independence, afirmaron en la década de 1970 que esta filosofía escocesa importada fue la base de los documentos fundacionales de Estados Unidos. Sin embargo, otros historiadores han cuestionado esta afirmación. Ronald Hamowy publicó una crítica de la obra de Garry Wills Inventing America, concluyendo que “en el momento en que las afirmaciones [de Wills] se someten a escrutinio, aparecen como una masa de confusiones, conjeturas incultas y flagrantes errores de hecho” Otra investigación de todos los contribuyentes a la Declaración de Independencia de los Estados Unidos' sugiere que sólo Jonathan Witherspoon y John Adams abrazaron la moral escocesa importada.   Aunque el realismo escocés del sentido innato se convertiría en las décadas posteriores a la Revolución en la filosofía moral dominante en las aulas del mundo académico estadounidense durante casi 100 años, no fue una fuerte influencia en el momento en que se redactó la Declaración. El idealismo práctico americano de Johnson y el calvinismo puritano reformista de Edwards fueron influencias mucho más fuertes en los hombres del Congreso Continental y en la Declaración.

## sigloXIX
El siglo XIX vio el surgimiento del romanticismo en América. La encarnación del romanticismo estadounidenses fue el trascendentalismo y se destaca como una innovación importante de Estados Unidos. El siglo XIX también vio el surgimiento de la escuela del pragmatismo, junto con el movimiento filosófico hegeliano por George Holmes Howison que tuvo su centro en San Luis.

## sigloXX
El pragmatismo, que comenzó en el siglo XIX en Estados Unidos, a principios del siglo XX comenzó a ser acompañado por otras escuelas filosóficas de pensamiento, y terminó siendo eclipsado por ellas, aunque sólo temporalmente. El siglo XX vio el surgimiento de la filosofía del proceso, influida por la visión científica del mundo y la Teoría de la relatividad por Einstein. A mediados del siglo XX aumentó la popularidad de la filosofía del lenguaje y la filosofía analítica en Estados Unidos. El existencialismo y la fenomenología, si bien fue muy popular en Europa en el siglo XX, nunca alcanzó en Estados Unidos el mismo nivel de popularidad.

### Rechazo del idealismo
El pragmatismo continuó su influencia en el siglo XX, y el filósofo de origen español George Santayana fue uno de los principales defensores del pragmatismo y el realismo en este periodo. Sostenía que el idealismo era una contradicción absoluta y un rechazo del sentido común. Sostenía que, si algo debe ser cierto para ser conocimiento, entonces parece que ningún conocimiento puede ser posible, y el resultado será el escepticismo. Según Santayana, el conocimiento implicaba una especie de fe, que él denominaba "fe animal".
En su libro Escepticismo y fe animal afirma que el conocimiento no es el resultado del razonamiento. En su lugar, el conocimiento es lo que se requiere para actuar y comprometerse con éxito con el mundo. Como naturalista, Santayana fue un duro crítico del fundacionalismo epistemológico. La explicación de los acontecimientos del mundo natural pertenece al ámbito de la ciencia, mientras que el significado y el valor de esta acción deben ser estudiados por los filósofos. Santayana estuvo acompañado en el clima intelectual de la filosofía del "sentido común" por los pensadores del movimiento del Nuevo realismo, como Ralph Barton Perry, que criticó el idealismo por exhibir lo que llamó el predicamento egocéntrico.
Santayana estuvo en un momento dado alineado con los defensores estadounidenses de principios del siglo XX del realismo crítico-como Roy Wood Sellars-que también eran críticos del idealismo, pero Sellars concluyó más tarde que Santayana y Charles Augustus Strong estaban más cerca del Nuevo Realismo en su énfasis en la percepción verídica, mientras que Sellars y Arthur O. Lovejoy y James Bissett Pratt se contaban más propiamente entre los realistas críticos que enfatizaban "la distinción entre intuición y caracterización denotativa".

## Filosofía contemporánea

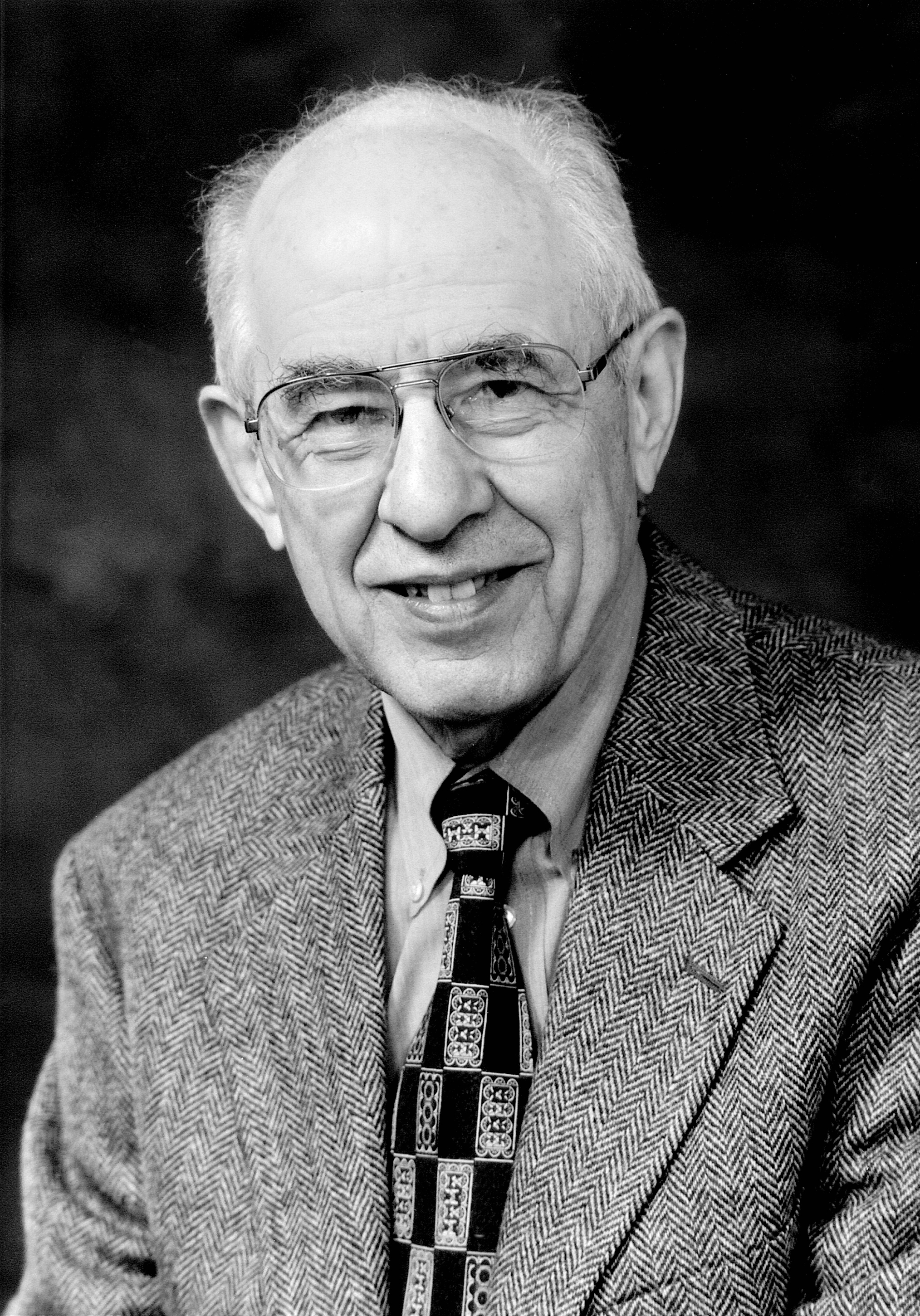
Hilary Putnam

Hacia finales del siglo XX hubo un resurgimiento del interés por el pragmatismo. En gran parte responsables por esto son Hilary Putnam y Richard Rorty. Rorty es famoso por ser autor de Philosophy and the Mirror of Nature y Philosophy and Social Hope. Hilary Putnam es conocido por su cuasi-empirismo en matemáticas, su experimento mental de desafío del cerebro en una cubeta, y sus otros trabajos sobre filosofía de la mente, filosofía del lenguaje, y filosofía de la ciencia.
Los debates que se producen en el seno de la filosofía de la mente han cobrado protagonismo. El emigrante austriaco Herbert Feigl publicó un resumen de los debates, "Lo 'mental' y lo 'físico'", en 1958 (con una posdata en 1967). Más tarde, filósofos estadounidenses como Hilary Putnam, Donald Davidson, Daniel Dennett, Douglas Hofstadter, John Searle, así como Patricia y Paul Churchland continuó la discusión de temas como la naturaleza de la mente y el problema duro de la conciencia, un problema filosófico nombrado por el filósofo australiano David Chalmers.
Varios eruditos estadounidenses de mediados del siglo XX renovaron el estudio del idealismo para enfatizar el papel de la mente en la naturaleza, a menudo con ideas de la filosofía analítica. El filósofo estadounidense Nicholas Rescher se incluye a sí mismo y a sus colegas de la Universidad de Pittsburg John McDowell y Robert Brandom dentro de un grupo de post-hegelianos "neoidealistas". "neoidealistas". En su Mente y mundo (1994), McDowell abrazó una forma intrincada de "naturalismo mitigado" derivado de la distinción de Kant entre espontaneidad y receptividad, al tiempo que eludía los dos extremos del "platonismo rampante" y el "naturalismo calvo".
A principios del siglo XXI, la cognición incorporada ha cobrado fuerza como teoría de la integración mente-cuerpo-mundo. Filósofos como Shaun Gallagher y Alva Noë, junto con filósofos británicos como Andy Clark, defienden este punto de vista y lo consideran un desarrollo natural del pragmatismo y del pensamiento de Kant, Heidegger y Merleau-Ponty entre otros.
Los célebres filósofos jurídicos estadounidenses Ronald Dworkin y Richard Posner trabajan en los campos de la filosofía política y la jurisprudencia. Posner es famoso por su análisis económico del derecho, una teoría que utiliza la microeconomía para comprender las normas e instituciones jurídicas. Dworkin es famoso por su teoría del derecho como integridad y el interpretativismo jurídico, especialmente tal como se presenta en su libro El imperio del derecho'.
El filósofo Cornel West es conocido por su análisis de la vida cultural estadounidense en relación con las cuestiones de raza, género y clase, así como por sus asociaciones con el pragmatismo y el trascendentalismo.
Alvin Plantinga es un cristiano filósofo analítico conocido por su defensa del libre albedrío con respecto al problema lógico del mal, el argumento evolutivo contra el naturalismo, la posición de que la creencia en la existencia de Dios es propiamente básica, y su modal versión del argumento ontológico para la existencia de Dios. Michael C. Rea ha desarrollado el pensamiento de Plantinga afirmando que tanto el naturalismo como el sobrenaturalismo son programas de investigación que deben adoptarse como base para la investigación.